# Germania (fartyg, 1869)

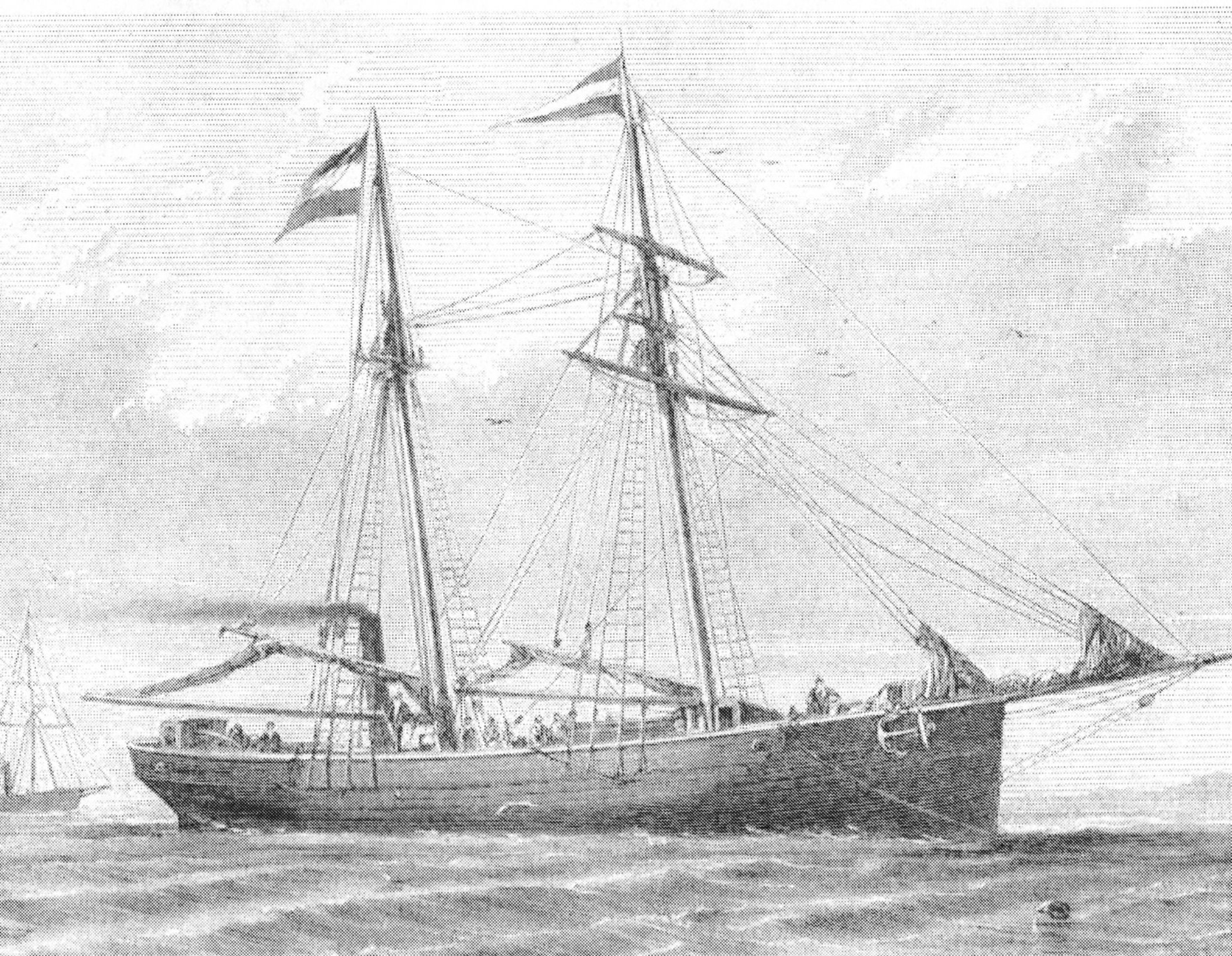
Germania, teckning fran 1800-talet

Germania var ett segelfartyg som beställdes 1868 av kommittén för den Andra tyska nordpolarexpeditionen.
Fartyget byggdes i varvet Tecklenborg i Bremen och sjösattes den 16 april 1869. I juni 1869 seglade Germania under kapten Carl Koldewey tillsammans med fartyget Hansa mot Norra ishavet. Vid tiden fanns en teori att oceanens centrum är isfri. Fartyget nådde iskanten i juli och under övervintringen gjordes flera resor med släde. Kontakten med Hansa hade tappats i dimman. Hansa förliste sedan i isen och besättningen behövde åka med bibåtarna för att komma hem. I augusti 1870 kom Germania fri från iset och i september var fartyget tillbaka i Bremerhaven. Den användes sedan för flera andra expeditioner till Arktis.
Året 1884 bredrevs valfångst från skeppet. Germania förstördes den 2 oktober 1891 i en tropisk cyklon när den slog mot kusten. Fartyget var lite över 30 meter lång och 6,8 meter bred.